# Blokus
Blokus är ett sällskapsspel för en till fyra spelare. Det skapades av Bernard Tavitian och släpptes år 2000. Blokus har vunnit flera priser sedan dess, bland annat det svenska priset Årets Spel i dess kategori familjespel.
Om fyra spelare deltar i spelet startar var och en av dem med 21 olika delar/figurer i samma färg och målet är att lägga ut alla dessa på spelplanen, det finns alltså fyra olika färger. Delarna är olika geometriska figurer som består av mindre kvadrater, varje figur består av 1 till 5 kvadrater.
De 21 olika delarna som varje spelare har.
Reglerna är enkla, varje spelare startar i ett hörn och ska sedan lägga ut delarna så att de aldrig ligger sida vid sida, men dock alltid hörn i hörn med någon av sina egna delar. Hur de ligger gentemot de andra figurerna, som inte är spelarens egna, spelar ingen som helst roll. Spelarna turas om att lägga ut sina delar, när någon inte kan lägga ut fler så fortsätter de andra tills de inte heller kan lägga ut längre alternativt har slut på delar att lägga ut. Vinnaren är den som fått ut alla delar och om det är flera som lyckats med detta så vinner den som lagt ut sin minsta del sist.
När två spelare deltar så får de två färger vardera. De spelar dessa som om de tillhörde fyra olika spelare. Reglerna för tre deltagare är något komplicerade, men i korthet så går det ut på att deltagarna turas om att lägga ut den fjärde färgen.